# Danilovics Mihály
Danilovics Mihály (Kassa?, 1811 – Kassa, 1884. október 28.) kanonok.

## Élete
Pappá szenteltetett 1835-ben; Keresztelő Szent Jánosról címzett stólai prépost, kassai székesegyházi őrkanonok és szentszéki ülnök, a kerületi elemi iskolák felügyelője. A Katolikus Lelkipásztor című folyóiratba írt cikkeket. 1884. október 30-án helyezték örök nyugalomra a kálváriai sírkertben.

## Munkái
- A csillagos égnek népszerű ismertetése. Pest, 1847.
- Jegyzetek egy pap által közrebocsátott ily czímű iratra: Az egyház és a házasság. Pest, 1870.